# Mischocyttarus vredeni
Mischocyttarus vredeni är en getingart som beskrevs av Richards 1978. Mischocyttarus vredeni ingår i släktet Mischocyttarus och familjen getingar. Inga underarter finns listade i Catalogue of Life.